# 多計姑娘
“多計姑娘”是由凌雲執導的1962年香港喜劇電影。鄧碧雲，胡楓，劉克宣，駱恭，司馬華龍演員。
在2010年左右，名為“why818why”的YouTube用戶上傳了一部完整的電影，但後來被刪除了。

## 演員表
- 鄧碧雲
- 胡楓
- 劉克宣
- 駱恭
- 司馬華龍
- 馮敬文
- 西瓜刨
- 朱由高
- 李壽祺
- 陳天龍
- 曾雲飛